# Samsun
Samsun er en by i det nordlige Tyrkiet, med et indbyggertal (pr. 2007) på cirka 725.000. Byen er hovedstad i en provins der også hedder Samsun, og ligger ved landets kyst til Sortehavet.
Den 19. maj 1919 gik Mustafa Kemal Atatürk og en lille gruppe venner i land i Samsun, hvad der blev begyndelsen til Tyrkiske uafhængighedskrig.